# Kabinett Matsukata I
Das 1. Kabinett Matsukata (japanisch 第1次松方内閣, dai-ichiji Matsukata naikaku) regierte Japan unter Führung von Premierminister Graf Matsukata Masayoshi vom 6. Mai 1891 bis zum 8. August 1892.
| Amt                                    | Name                                   | Kammer (Wahlkreis/Ernennungskategorie) | Fraktion | Herkunft/„Clique“ [früheres -han] |
| -------------------------------------- | -------------------------------------- | -------------------------------------- | -------- | --------------------------------- |
| Premierminister                        | Matsukata Masayoshi                    | Herrenhaus (Adelswahl)                 |          | Satsuma                           |
| Außenminister                          | Aoki Shūzō bis 29. Mai 1891            | –                                      |          | Chōshū                            |
| Außenminister                          | Enomoto Takeaki bis 8. August 1892     |                                        |          | –/Bakushin (Shogunatsvasall)      |
| Innenminister                          | Saigō Tsugumichi bis 1. Juni 1891      |                                        |          | Satsuma                           |
| Innenminister                          | Shinagawa Yajirō bis 11. März 1892     |                                        |          | Chōshū                            |
| Innenminister                          | Soejima Taneomi bis 8. Juni 1892       |                                        |          | Saga/Hizen                        |
| Innenminister                          | Matsukata Masayoshi bis 14. Juli 1892  |                                        |          | Satsuma                           |
| Innenminister                          | Kōno Togama bis 8. August 1892         |                                        |          | Tosa/Kōchi                        |
| Finanzminister                         | Matsukata Masayoshi bis 8. August 1892 |                                        |          | Satsuma                           |
| Heeresminister                         | Ōyama Iwao bis 17. Mai 1891            | –                                      | –        | Satsuma                           |
| Heeresminister                         | Takashima Tomonosuke 8. August 1892    | –                                      | –        | Satsuma                           |
| Marineminister                         | Kabayama Sukenori 8. August 1892       | –                                      | –        | Satsuma                           |
| Justizminister                         | Yamada Akiyoshi bis 1. Juni 1891       | Herrenhaus                             |          | Chōshū                            |
| Justizminister                         | Tanaka Fujimarō bis 23. Juni 1892      |                                        |          | Owari/Nagoya                      |
| Justizminister                         | Kōno Togama bis 8. August 1892         |                                        |          | Tosa/Kōchi                        |
| Kultusminister                         | Yoshikawa Akimasa bis 1. Juni 1891     |                                        |          | Tokushima                         |
| Kultusminister                         | Ōki Takatō bis 8. August 1892          |                                        |          | Saga/Hizen                        |
| Minister für Landwirtschaft und Handel | Mutsu Munemitsu bis 14. März 1892      | Abgeordnetenhaus (Wakayama 1) → –      | –        | Kishū/Kii/Wakayama                |
| Minister für Landwirtschaft und Handel | Kōno Togama bis 14. Juli 1892          |                                        |          | Tosa/Kōchi                        |
| Minister für Landwirtschaft und Handel | Sano Tsunetami bis 8. August 1892      |                                        |          | Saga/Hizen                        |
| Minister für Kommunikation             | Gotō Shōjirō bis 8. August 1892        |                                        |          | Tosa/Kōchi                        |
| Minister ohne Geschäftsbereich         | Ōki Takatō bis 1. Juni 1891            |                                        |          | Saga/Hizen                        |

## Andere Positionen
| Amt                        | Name              |
| -------------------------- | ----------------- |
| Chefkabinettssekretär      | Hirayama Narinobu |
| Leiter des Legislativbüros | Ozaki Saburō      |